# Frankie Genaro
Frank "Frankie" Genaro (Nova York, 26 d'agost de 1901 - Staten Island, Nova York, 27 de desembre de 1966) va ser un boxejador estatunidenc que va competir a començaments del segle xx.
El 1920 va prendre part en els Jocs Olímpics d'Anvers, on guanyà la medalla d'or de la categoria del pes mosca, del programa de boxa.
En acabar els Jocs passà a lluitar com a professional, on disputà 130 combats fins a 1934, amb un balanç de 96 victòries, 26 derrotes, 8 empats i 4 nuls. BoxRec situa a Genoro en el lloc número treze dels pesos mosca de tots els temps, mentre la revista The Ring el situa en el lloc número tres. La International Boxing Research Organization situa a Genaro en el sisè lloc dels pesos mosca de tots els temps. Va ser inclòs al The Ring magazine Hall of Fame el 1973 i a l'International Boxing Hall of Fame el 1998.
El 1928 guanyà l'equivalent al campionat mundial de l'Associació Nacional de Boxa contra Franchy Belanger. El 1930 disputà una unificació de títols contra Midget Wolgast, campió de la New York State Athletic Commission, però el combat acabà en empat. Va defensar el seu títol fins a perdre contra Victor "Young" Pérez el 1931. Degut a pesar molt poc, en els seus inicis com a esportista va temptar la possibilitat de fer de jockey.